# Water Stratford
Water Stratford – wieś w Anglii, w hrabstwie Buckinghamshire, w dystrykcie (unitary authority) Buckinghamshire. Leży 85 km na północny zachód od centrum Londynu. W 2001 miejscowość liczyła 130 mieszkańców.